# KC 앤드 더 선샤인 밴드
KC 앤드 더 선샤인 밴드(KC and the Sunshine Band)는 미국의 디스코 밴드이다.